# Кангване
Кангване - колишній бантустан в ПАР часів апартеїда. В 1977 році на цих землях була сформована окрема адміністративна одиниця Амасвазі («Земля свазі»). В 1981 році вона була перетворена в бантустан Кангване, який уряд ПАР планував в 1982 році передати Свазіленду, щоб утворити таким чином буфер, що перешкоджає проникненню на територію ПАР терористів з Мозамбіку, проте план зірвався через численні протести. На деякий час територія позбулася самоврядного статусу, проте 31 серпня 1984 року знову отримала автономію. Після падіння апартеїду в 1994 році бантустан знов увійшов до складу ПАР, і в даний час його територія є частиною провінцій Мпумаланга і Квазулу-Наталь.
Цікаво, що на відміну від інших бантустанів Кангване не мав свого прапора і користувався південноафриканським.
| Прапор ПАР | Це незавершена стаття про Південно-Африканську Республіку. Ви можете допомогти проєкту, виправивши або дописавши її. |